# Cyrtopogon ablautoides
Cyrtopogon ablautoides är en tvåvingeart som beskrevs av Axel Leonard Melander 1923. Cyrtopogon ablautoides ingår i släktet Cyrtopogon och familjen rovflugor. Inga underarter finns listade i Catalogue of Life.